# Уговор о реосигурању
Уговор о реосигурању од 18. јуна 1887. је био покушај немачког канцелара Бизмарка да настави савезништво са Русијом након што је Лига три цара пукла након примирја из 1885. после Српско-бугарског рата.
Суочавајући се са утркивањем Русије и Аустроугарске на Балкану, Бизмарк је осетио да овај уговор би могао да заустави Руско прилажење Француској и настави дипломатску изолацију Француске, што би осигурало Немачкој сигурност од опасности вођења рата на два фронта. На овај начин подпомогнута би била експанзија Руске сфере интереса према Медитерану али и дипломатска тензија са Бечом.
Тајни споразум потписали су Бизмарк и руски министар спољних послова Николај Гирс, а споразум се састојао од два дела:
1. Немачка и Русија су се обе сложиле да остану неутралне уколико дође до сукоба са другом земљом. Неутралност се не би примењивала у случају да Немачка нападне Француску или Русија нападне Аустроугарску.
2. У најтајнијем протоколу Немачка се обавезала да ће да се држи по страни уколико Русија интервенише око Босфора и Дарданела.

Као део Бизмарковог система „периферне диверзије“ споразум је веома зависио од његове личне репутације. Након разрешења Бизмарка, његов наследник Лео фон Каприви осетио је немогућност да настави са овом политиком, док је немачко министарство спољних послова под Фридрих фон Холштајном већ припремило одрицање од Двојне алијансе са Аустроугарском.
Када је Русија 1890. године тражила обнову уговора, Немачка је то упорно одбијала. Вилхелм II веровао је у свој лични однос са царем Александер III, и да ће то бити довољно да осигура даље добре дипломатске односе и сматрао да одржавање блиских веза са Русијом би штетило циљу да привуче Велику Британију у немачку сферу утицаја. Као и у току аустро-руског сукоба, англо-руски односи такође су били затегнути у овом тренутку, због утицаја Русије на Балкану која је имала за циљ да заузме мореуз Дарданели који би угрозио интересе британских колонија на Средњем истоку. Међутим, након улажења у изолацију Санкт Петербург, као што се Бизмарк плашио, постигнут је Француско-руски савез 1892. чиме је дошло до краја француске изолације.
1896. године споразум је објављен у немачким новинама у Хамбургу, што је изазвало захлађење односа са Аустроугарском.
Неуспех овог споразума, са данашње тачке гледишта, је један од разлога који су допринели избијању Првог светског рата, што је повећало изолацију Немачке.